# L periodo legislativo del Congreso Nacional de Chile
El L Período Legislativo del Congreso Nacional de Chile corresponde a la legislatura del Congreso Nacional, tras las elecciones parlamentarias de 1997, que estuvo conformado por los senadores y los diputados miembros de sus respectivas cámaras, que inició el día 11 de marzo de 1998 y concluyó el día 11 de marzo de 2002.
En el proceso electoral de 1997 se renovó en su totalidad la Cámara de Diputados, cuyos diputados ejercieron sus cargos por un periodo de cuatro años y, por ende, únicamente en este periodo legislativo; asimismo, se eligieron 20 senadores correspondientes a las circunscripciones de las regiones II, IV, VI, VIII, X, XII y la Región Metropolitana de Santiago, que desempeñaron sus cargos por un periodo de ocho años, y por lo tanto, también, lo hicieron en el siguiente periodo legislativo. En las elecciones de 1993 se eligieron 18 senadores, correspondientes a las circunscripciones de las regiones I, III, V, VII, IX y XI, que concluyeron su mandato durante este periodo legislativo.

## Senado de la República
El Senado de la República se conformó con 20 senadores que fueron elegidos desde 1993 y que ya estaban presentes desde el anterior período legislativo y 20 nuevos senadores correspondientes a las Regiones de Antofagasta, Coquimbo, Metropolitana, O’Higgins, Bío-Bío, Los Lagos y Magallanes, electos para un período de ocho años, dando un total de 38 senadores que fueron elegidos mediante voto directo a través del sistema binominal por cada una de las circunscripciones electorales del país.
La composición del Senado en el L Período Legislativo fue el siguiente:
| Región        | Circunscripción | Senadores                                                | Partido | Región       | Circunscripción | Senadores                                              | Partido     |
| ------------- | --------------- | -------------------------------------------------------- | ------- | ------------ | --------------- | ------------------------------------------------------ | ----------- |
| Tarapacá      | 1               | Sergio Bitar Chacra Julio Lagos Cosgrove                 | PPD RN  | Maule        | 11              | Manuel Matta Aragay Hernán Larraín Fernández           | PDC UDI     |
| Antofagasta   | 2               | Carmen Frei Ruiz-Tagle Carlos Cantero Ojeda              | PDC RN  | Bío-Bío      | 12              | Hosaín Sabag Castillo José Antonio Viera-Gallo Quesney | PDC PS      |
| Atacama       | 3               | Ricardo Núñez Muñoz Ignacio Pérez Walker                 | PS RN   | Bío-Bío      | 13              | Mariano Ruiz-Esquide Jara Mario Ríos Santander         | PDC RN      |
| Coquimbo      | 4               | Jorge Pizarro Soto Evelyn Matthei Fornet                 | PDC UDI | La Araucanía | 14              | Roberto Muñoz Barra Francisco Prat Alemparte           | PPD RN      |
| Valparaíso    | 5               | Carlos Ominami Pascual Sergio Romero Pizarro             | PS RN   | La Araucanía | 15              | Jorge Lavandero Illanes Sergio Diez Urzúa              | PDC RN      |
| Valparaíso    | 6               | Juan Hamilton Depassier Beltrán Urenda Zegers            | PDC UDI | Los Lagos    | 16              | Gabriel Valdés Subercaseaux Marco Cariola Barroilhet   | PDC IND-UDI |
| Metropolitana | 7               | Andrés Zaldívar Larraín Jovino Novoa Vásquez             | PDC UDI | Los Lagos    | 17              | Sergio Páez Verdugo Rodolfo Stange Oelckers            | PDC UDI     |
| Metropolitana | 8               | Carlos Bombal Otaegi Alejandro Foxley Rioseco            | UDI PDC | Aysén        | 18              | Adolfo Zaldívar Larraín Antonio Horvath Kiss           | PDC RN      |
| O'Higgins     | 9               | Rafael Moreno Rojas Andrés Chadwick Piñera               | PDC UDI | Magallanes   | 19              | José Ruiz de Giorgio Sergio Fernández Fernández        | PDC UDI     |
| Maule         | 10              | Jaime Gazmuri Mujica Francisco Javier Errázuriz Talavera | PS UCCP |              |                 |                                                        |             |

### Senadores designados
En este periodo legislativo, se renovaron los 9 escaños de los llamados "senadores designados".
| Institución                              | Senador                  | Partido |
| ---------------------------------------- | ------------------------ | ------- |
| Corte Suprema de Chile                   | Marcos Aburto Ochoa      | IND     |
| Corte Suprema de Chile                   | Enrique Zurita Camps     | IND     |
| Ejército de Chile                        | Julio Canessa Robert     | IND     |
| Armada de Chile                          | Jorge Martínez Busch     | IND     |
| Fuerza Aérea de Chile                    | Ramón Vega Hidalgo       | IND     |
| Carabineros de Chile                     | Fernando Cordero Rusque  | IND     |
| Contraloría General de la República      | Enrique Silva Cimma      | PRSD    |
| Rectoría de la Universidad de Concepción | Augusto Parra Muñoz      | PRSD    |
| Ministro de Estado                       | Edgardo Böeninger Kausel | PDC     |

### Senadores vitalicios
De acuerdo a la Constitución de 1980, creada durante el Régimen Militar, se estableció que los expresidentes de la República que ocuparan dicho cargo por seis años consecutivos, tendrían derecho a ocupar un sillón del Senado con carácter vitalicio. Solo dos personas alcanzaron a ocupar dicho escaño, el exgeneral Augusto Pinochet Ugarte, quien lo ocupó desde 1998 hasta su renuncia en 2002, y por Eduardo Frei Ruiz-Tagle, desde 2000, quien abogó por la eliminación de la figura, lo cual se efectuó mediante la reforma constitucional de 2005.
| Senador                 | Partido | Período                                 | Cargo anterior           |
| ----------------------- | ------- | --------------------------------------- | ------------------------ |
| Augusto Pinochet Ugarte | Ind     | 11 de marzo de 1998-4 de julio de 2002  | Expresidente (1981-1990) |
| Eduardo Frei Ruiz-Tagle | DC      | 21 de marzo de 2000-11 de marzo de 2006 | Expresidente (1994-2000) |

### Presidentes del Senado
| Inicio              | Término             | Presidente | Presidente              | Partido | Partido |
| ------------------- | ------------------- | ---------- | ----------------------- | ------- | ------- |
| 11 de marzo de 1998 | 11 de marzo de 2002 |            | Andrés Zaldívar Larraín |         | PDC     |

### Vicepresidente
- Primer y Cuarto año de ejercicio (1998-2002):
  - Mario Ríos Santander (RN)

## Cámara de Diputados
La Cámara de Diputados está compuesta por 120 legisladores electos para un periodo de 4 años y reelegibles para el periodo inmediato. Los 120 diputados fueron elegidos mediante voto directo a través del sistema binominal por cada uno de los distritos electorales del país.
La composición de la Cámara de Diputados en el L Período Legislativo fue la siguiente:

### Número de diputados por partido político
| Partido | Partido                            | Diputados |
| ------- | ---------------------------------- | --------- |
|         | Partido Demócrata Cristiano        | 38        |
|         | Partido por la Democracia          | 16        |
|         | Partido Radical Socialdemócrata    | 5         |
|         | Partido Socialista de Chile        | 11        |
|         | Renovación Nacional                | 24        |
|         | Unión Demócrata Independiente      | 24        |
|         | Unión de Centro Centro Progresista | 2         |

| Región        | Distrito | Diputado                                                 | Partido     | Región        | Distrito | Diputado                                                | Partido     |
| ------------- | -------- | -------------------------------------------------------- | ----------- | ------------- | -------- | ------------------------------------------------------- | ----------- |
| Tarapacá      | 1        | Rosa González Román Salvador Urrutia Cárdenas            | UDI PPD     | Metropolitana | 31       | Juan Antonio Coloma Correa Jaime Jiménez Villavicencio  | UDI PDC     |
| Tarapacá      | 2        | Antonella Sciaraffia Estrada Jorge Soria Macchiavello    | PDC PPD     | O'Higgins     | 32       | Aníbal Pérez Lobos Alejandro García-Huidobro Sanfuentes | PPD UCCP    |
| Antofagasta   | 3        | Fanny Pollarolo Villa Waldo Mora Longa                   | PS PDC      | O'Higgins     | 33       | Juan Pablo Letelier Morel Ricardo Rincón González       | PS PDC      |
| Antofagasta   | 4        | Felipe Valenzuela Herrera Manuel Rojas Molina            | PS UDI      | O'Higgins     | 34       | Juan Ramón Núñez Valenzuela Juan Masferrer Pellizari    | PDC UDI     |
| Atacama       | 5        | Antonio Leal Labrín Carlos Vilches Guzmán                | PPD RN      | O'Higgins     | 35       | Rafael Arratia Valdebenito María Victoria Ovalle Ovalle | PDC UCCP    |
| Atacama       | 6        | Baldo Prokurica Prokurica Jaime Mulet Martínez           | RN PDC      | Maule         | 36       | Roberto León Ramírez Sergio Correa De La Cerda          | PDC UDI     |
| Coquimbo      | 7        | Joaquín Palma Irarrázaval Mario Bertolino Rendic         | PDC RN      | Maule         | 37       | Sergio Aguiló Melo Homero Gutiérrez Román               | PS PDC      |
| Coquimbo      | 8        | Patricio Walker Prieto Francisco Encina Moriamez         | PDC PS      | Maule         | 38       | Pedro Álvarez-Salamanca Büchi Pablo Lorenzini Basso     | RN PDC      |
| Coquimbo      | 9        | Adriana Muñoz D’Albora Darío Molina Sanhueza             | PPD UDI     | Maule         | 39       | Jaime Naranjo Ortiz Osvaldo Palma Flores                | PS RN       |
| Valparaíso    | 10       | Ignacio Walker Prieto Alfonso Vargas Lyng                | PDC RN      | Maule         | 40       | Guillermo Ceroni Fuentes Osvaldo Vega Vera              | PPD RN      |
| Valparaíso    | 11       | Nelson Ávila Contreras Patricio Cornejo Vidaurrazaga     | PPD PDC     | Bío-Bío       | 41       | Rosauro Martínez Labbé Carlos Abel Jarpa Wevar          | IND-RN PRSD |
| Valparaíso    | 12       | Arturo Longton Guerrero Juan Bustos Ramírez              | RN PS       | Bío-Bío       | 42       | Iván Mesías Lehu Felipe Letelier Norambuena             | PRSD PPD    |
| Valparaíso    | 13       | Aldo Cornejo González Francisco Bartolucci Johnston      | PDC UDI     | Bío-Bío       | 43       | Víctor Jeame Barrueto Jorge Ulloa Aguillón              | PPD UDI     |
| Valparaíso    | 14       | Laura Soto González Gonzalo Ibáñez Santa María           | PPD IND-UDI | Bío-Bío       | 44       | José Miguel Ortiz Novoa Enrique van Rysselberghe Varela | PDC UDI     |
| Valparaíso    | 15       | Samuel Venegas Rubio Sergio Velasco De La Cerda          | PRSD PDC    | Bío-Bío       | 45       | Alejandro Navarro Brain Edmundo Salas De La Fuente      | PS PDC      |
| Metropolitana | 16       | Zarko Luksic Sandoval Patricio Melero Abaroa             | PDC UDI     | Bío-Bío       | 46       | Jaime Rocha Manrique Haroldo Fossa Rojas                | PRSD RN     |
| Metropolitana | 17       | María Antonieta Saa Díaz Manuel Bustos Huerta            | PPD PDC     | Bío-Bío       | 47       | Víctor Pérez Varela José Pérez Arriagada                | UDI PRSD    |
| Metropolitana | 18       | Guido Girardi Lavín Carlos Olivares Zepeda               | PPD PDC     | La Araucanía  | 48       | Luis Monge Sánchez Edmundo Villouta Concha              | IND-UDI PDC |
| Metropolitana | 19       | Patricio Hales Dib Cristián Leay Morán                   | PPD UDI     | La Araucanía  | 49       | Miguel Hernández Saffirio José Antonio Galilea Vidaurre | PDC RN      |
| Metropolitana | 20       | Luis Pareto González Gustavo Alessandri Valdés           | PDC RN      | La Araucanía  | 50       | Francisco Huenchumilla Jaramillo José García Ruminot    | PDC RN      |
| Metropolitana | 21       | Alberto Espina Otero Gutenberg Martínez Ocamina          | RN PDC      | La Araucanía  | 51       | Eduardo Díaz del Río Eugenio Tuma Zedán                 | SUR PPD     |
| Metropolitana | 22       | Alberto Cardemil Herrera Enrique Krauss Rusque           | RN PDC      | La Araucanía  | 52       | René Manuel García García Mario Acuña Cisternas         | RN PDC      |
| Metropolitana | 23       | Julio Dittborn Cordua Pía Guzmán Mena                    | UDI RN      | Los Lagos     | 53       | Exequiel Silva Ortiz Roberto Delmastro Naso             | PDC IND-RN  |
| Metropolitana | 24       | María Angélica Cristi Marfil Tomás Jocelyn-Holt Letelier | RN PDC      | Los Lagos     | 54       | Carlos Caminondo Sáez Enrique Jaramillo Becker          | RN PPD      |
| Metropolitana | 25       | Andrés Palma Irarrázaval Jaime Orpis Bouchón             | PDC UDI     | Los Lagos     | 55       | Sergio Ojeda Uribe Marina Prochelle Aguilar             | PDC RN      |
| Metropolitana | 26       | Carlos Montes Cisternas Lily Pérez San Martín            | PS RN       | Los Lagos     | 56       | Víctor Reyes Alvarado Carlos Recondo Lavanderos         | PDC UDI     |
| Metropolitana | 27       | Iván Moreira Barros Eliana Caraball Martínez             | UDI PDC     | Los Lagos     | 57       | Carlos Kuschel Silva Sergio Elgueta Barrientos          | RN PDC      |
| Metropolitana | 28       | Rodolfo Seguel Molina Darío Paya Mira                    | PDC UDI     | Los Lagos     | 58       | Claudio Alvarado Andrade Gabriel Ascencio Mansilla      | IND-UDI PDC |
| Metropolitana | 29       | Maximiano Errázuriz Eguiguren Isabel Allende Bussi       | RN PS       | Aysén         | 59       | Pablo Galilea Carrillo Leopoldo Sánchez Grunert         | RN PPD      |
| Metropolitana | 30       | Pablo Longueira Montes Edgardo Riveros Marín             | UDI PDC     | Magallanes    | 60       | Pedro Muñoz Aburto Rodrigo Álvarez Zenteno              | PS IND-UDI  |

### Presidentes de la Cámara de Diputados
| Inicio              | Término             | Presidente | Presidente                  | Partido | Partido |
| ------------------- | ------------------- | ---------- | --------------------------- | ------- | ------- |
| 11 de marzo de 1998 | 11 de marzo de 1999 |            | Gutenberg Martínez Ocaminca |         | PDC     |
| 11 de marzo de 1999 | 23 de marzo de 2000 |            | Carlos Montes Cisternas     |         | PS      |
| 23 de marzo de 2000 | 3 de marzo de 2001  |            | Víctor Jaeme Barrueto       |         | PPD     |
| 3 de marzo de 2001  | 11 de marzo de 2002 |            | Luis Pareto González        |         | PDC     |

### Vicepresidentes
- Primer año de ejercicio (1998 - 1999):
  - Adriana Muñoz D'Albora (PPD)
  - Jaime Naranjo Ortiz (PS)
  - Aníbal Pérez Lobos (PPD)
  - Iván Mesías Lehu (PRSD)
- Segundo año de ejercicio (1999 - 2000):
  - Mario Acuña Cisternas (PDC)
  - Eugenio Tuma Zedan (PPD)
  - Patricio Hales Dib (PPD)
- Tercer año de ejercicio (2000 - 2001):
  - Roberto León Ramírez (PDC)
  - Waldo Mora Longa (PDC)
- Cuarto año de ejercicio (2001 - 2002):
  - Felipe Valenzuela Herrera (PS)
  - Rodolfo Seguel Molina (PDC)